# 장 보댕
장 보댕(프랑스어: Jean Bodin, 1530년 ~ 1596년)은 프랑스의 법학자, 경제학자, 철학자이자 정치 이론가로, 유럽 지성사에서 경제 이론과 "좋은 정부"라는 원리를 통해 영향을 끼쳤다. 그 중 가장 유명한 <국가에 관한 6권의 책>은 몽테스키외의 <법의 정신>에 비견될 수 있을 정도로 널리 알려졌다. 정치경제학에 있어서 보댕은 인플레이션의 위협을 인지하여, 말스트루아 경과의 논쟁에서 화폐수량설을 정립했다. 끝으로, 보댕은 이후 그로티우스와 푸펜도르프의 저술로 꽃을 피우게 되는 법과 역사에서의 비교방법론을 제창했다.
<국가에 관한 6권의 책>에서 보댕은 홉스와 로크에게 영향을 끼치게 되는 지상권(souveraineté) 개념을 처음으로 정립했다. 또한 보댕은 이 저서에서 절대군주론의 이론적 토대—명령권, 절대권, 불가분력, 영속력—와 국가의 주권에 관한 법적 개념들을 정립한다. 리슐리외 추기경과 당대 법학자들에게 끼친 영향으로 인해, 일각에서 보댕은 프랑스 절대주의의 창시자 중 한 명으로서 평가받기도 한다. 그의 다른 공헌으로는, 재판관 및 행정 권한의 관리, 그리고 정체와 정부 사이의 기초적 구별의 성립 역시 들 수 있다.
보댕은 어떤 관점에서는 근대적 정신을 지녔다고 평가받기도 하지만, 그럼에도 계측수학과 점성학에 큰 비중을 둔 자연철학에 관한 저서로 인해, 또 마녀사냥에 직접적으로 일조한 악마학에 관한 저서로 인해, 그리고 여성에 대한 남성의 지배와 여성을 왕위계승에서 배제하는 것을 정당화하는 저서, <국가에 관한 6권의 책>으로 인해 현 독자들을 실망시키곤 한다.
위그노 전쟁이 프랑스를 초토화할 무렵, 보댕은 종교적 관용을 지닌 변호사로서 행동했으니, 특히 위그노에 대한 전쟁을 계속하기 위해 기금을 모으고자 한 왕실의 계획에 용감하게 반대한 바 있다. 또한 보댕은 자신의 저술에서 관용정신을 옹호하기도 했는데, 특히 미출간된 원고 상태로 남은 <7인의 대화>에서는 다른 신념을 지닌 일곱 명의 현자들의 대화를 다룬다.

## 생애

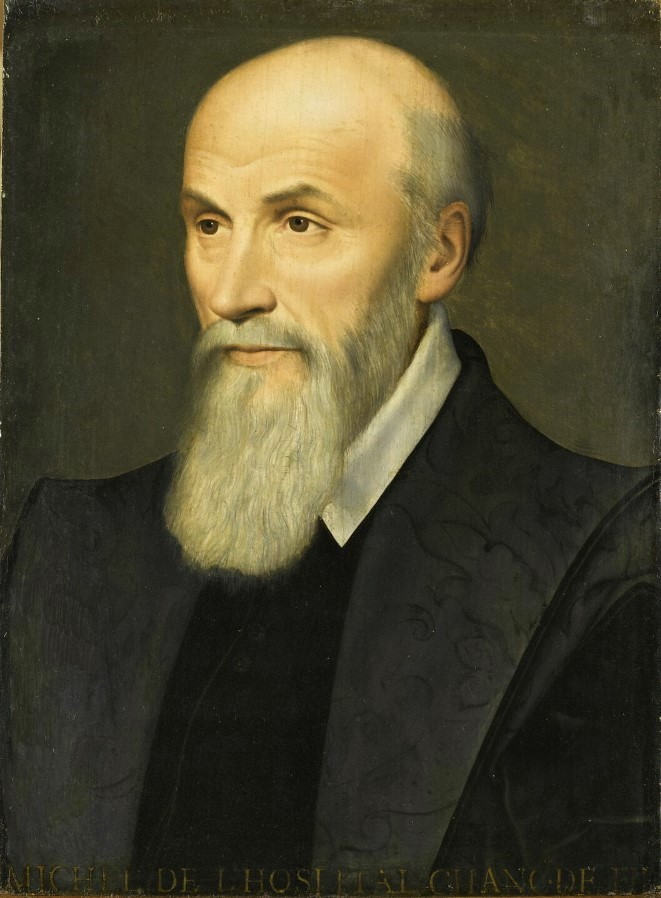
보댕은 툴루즈에서 알게 된 미셸 드 오피탈(1507-1573)의 지원을 받았다. 에콜 프랑세즈, 루브르 박물관, 1550-1600.

### 교육기
미셸 드 몽테뉴, 노스트라다무스와 동시대인이었던 장 보댕은 앙제에서—가끔씩 그가 장 보댕 앙주뱅이라고 불리는 근원인—, 1529년 6월에서 1530년 6월 사이 태어났다. 보댕은 7명의 자식들 가운데 4번째였다. 도매상이자 양장점 주인이었던 아버지 기욤 보댕은 생쥘리앵 간판이 달린 여인숙 근처 발드멘 가에서 부르주아 가정을 꾸렸다. 당대 흔치 않게 그는 서명을 할 수 있었다. 어머니의 이름은 카트린 뒤테르트르로, 카트린의 아버지 르네 뒤테르트르는 앙제 카르멜회 수도원의 재무관이었다. 종종 보이는 주장과는 반대로, 보댕의 부모 그 어느 쪽도 유대교 신앙을 지니지 않았다.
젊은 장 보댕은 앙제의 카르멜회에서 교육을 받았다. 수도서원을 맺고 나서, 보댕은 기욤 프레보스트의 지도하에 철학을 공부하고자 1545년 파리대 카르멜 수도원에 수련 수도사로 들어갔다. 수도원 건물은 프렐 학교와 4언어 학교의 근처에 있었는데, 프렐 학교에서는 당시 피에르 드 라 라메가 강의를 했으며, 4언어 학교에서 보댕은 장 칼뱅을 가르치기도 한 프랑수아 바타블의 제자인 장 메르시에에게 히브리어를 배울 수 있었다. 또한 보댕은 중세 스콜라 철학만큼이나 르네상스 인본주의 역시 흡수하였다. 보댕은 아드리앵 튀르네브에게서 그리스어를 습득했는데, 이후 튀르네브는 오피아노스가 쓴 <퀴네게티카>의 라틴어 운문 번역(1555)을 표절했다고 고발당하나, 열렬히 자신을 변호하게 된다. 수도원은 모베르 광장 주변에 자리잡고 있었는데, 이곳에서 보댕은 1546년 인문주의자 에티엔 돌레가 이단 저서를 출판한 혐의로 처형당하는 걸 보게 된다.
1547년부터 1548년까지 보댕은 이단에 관련된 소송에 연루된 듯했다. 어찌되었든 1549년경, 보댕은 앙제 주교, 가브리엘 부브리의 개입 덕택에 수도서원으로부터 자유로워졌다.